# Припливна ГЕС на річці Ранс

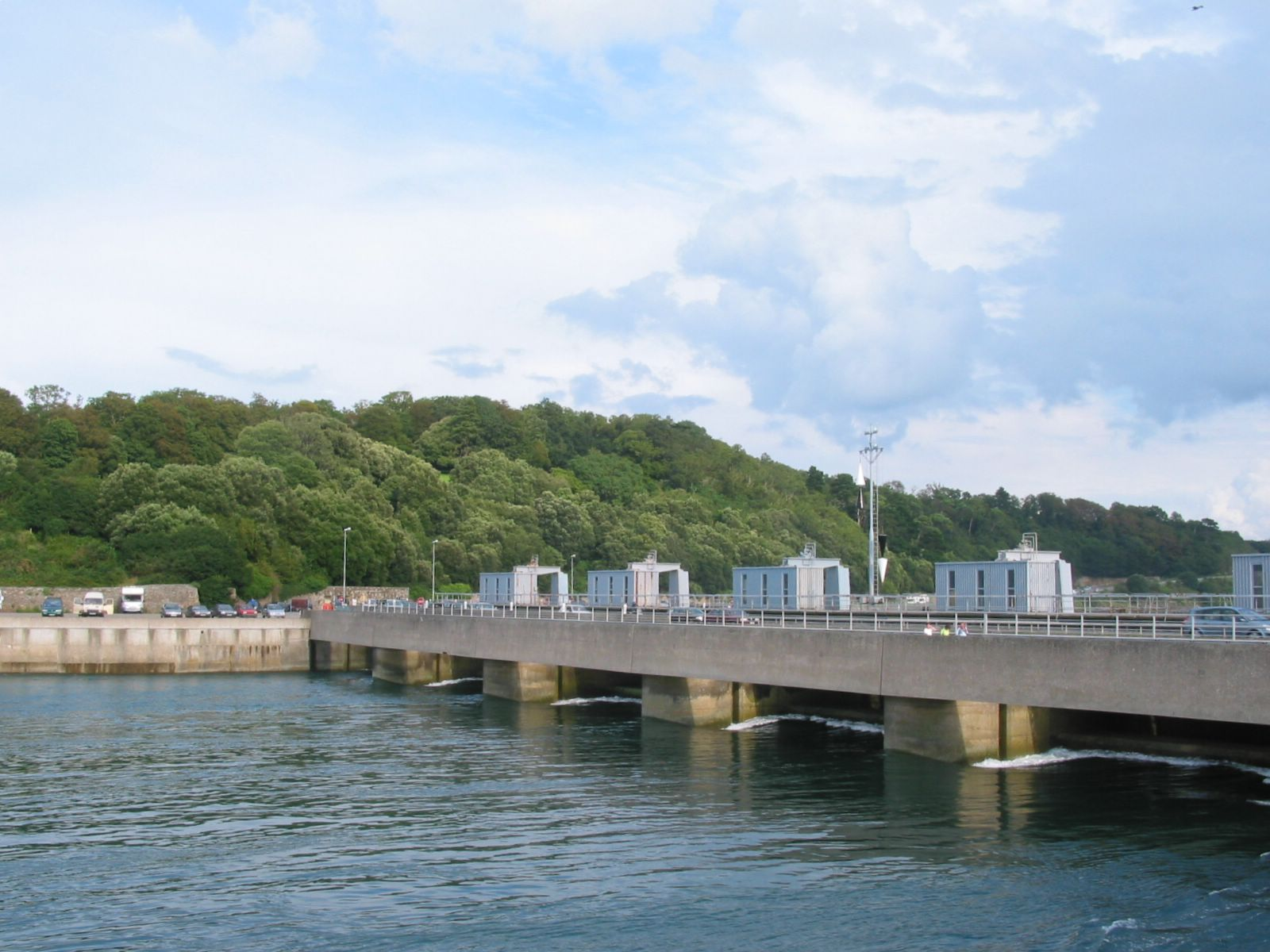
Гребля припливної ГЕС на ріці Ранс 14.08.2004

Припли́вна ГЕС на рі́чці Ранс (Франція) — перша (та одна з найбільших) припливна електростанція, збудована 1966 року на річці Ранс, в естуарній її частині, де різниця між повною і малою водою може сягати 13,5 метрів. У серпні 2011 року була запущена південнокорейська Сіхвінська ПЕС, яка має більшу потужність.
Електростанція являє собою греблю завдовжки 750 метрів, оснащену 24 тунелями, що розташовані нижче рівня моря. Вода, що проходить через тунелі, приводить у дію турбіни, що виробляють електрику. Станція має потужність, достатню для забезпечення електричною енергією такого міста як Ренн протягом усього року. Відтоді, як працює гребля, випадів забруднення морського середовища не зафіксовано. Численні види тварин живуть в естуарії, улови риби не зменшуються.

## Галерея

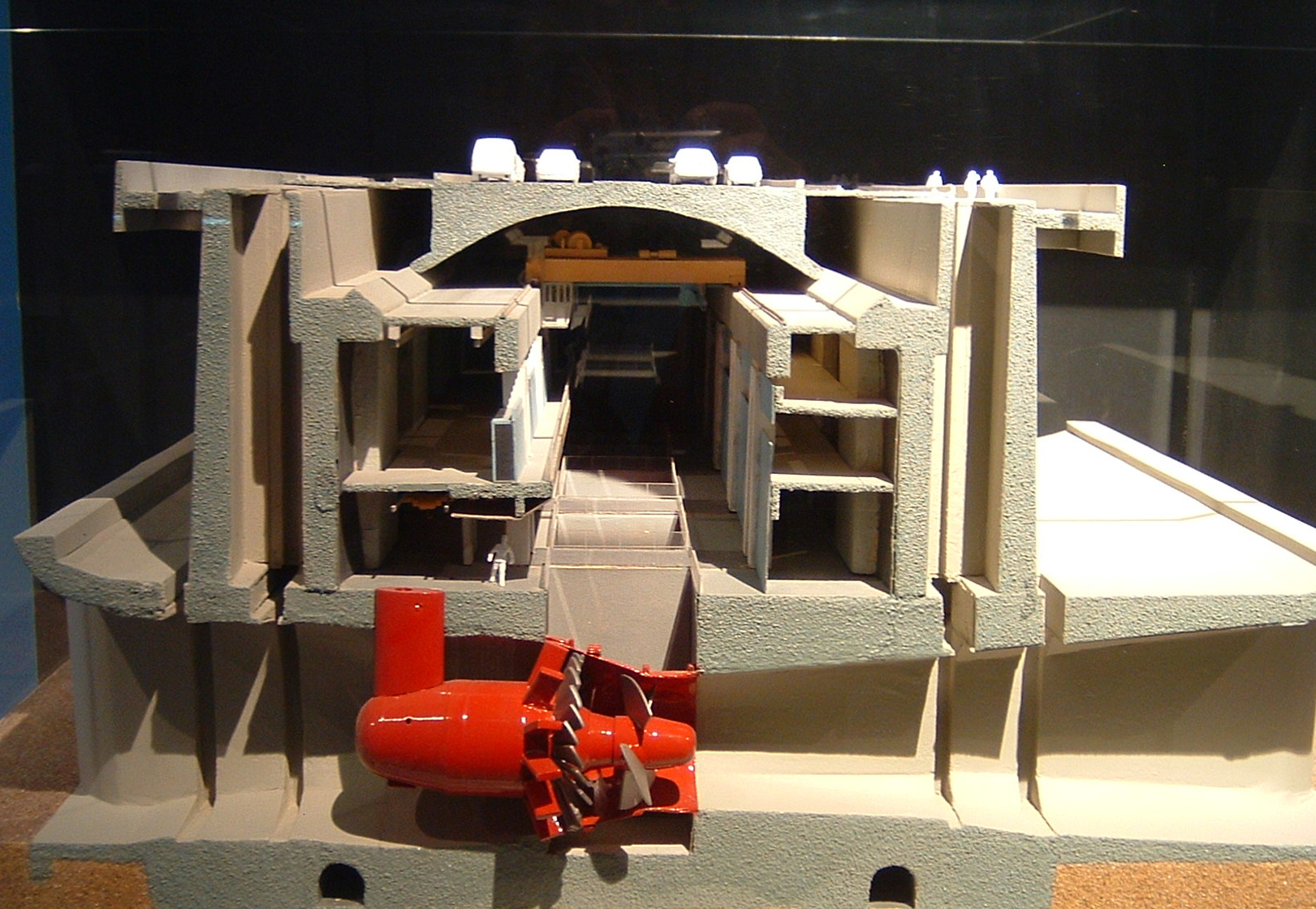
Масштабна модель в розрізі
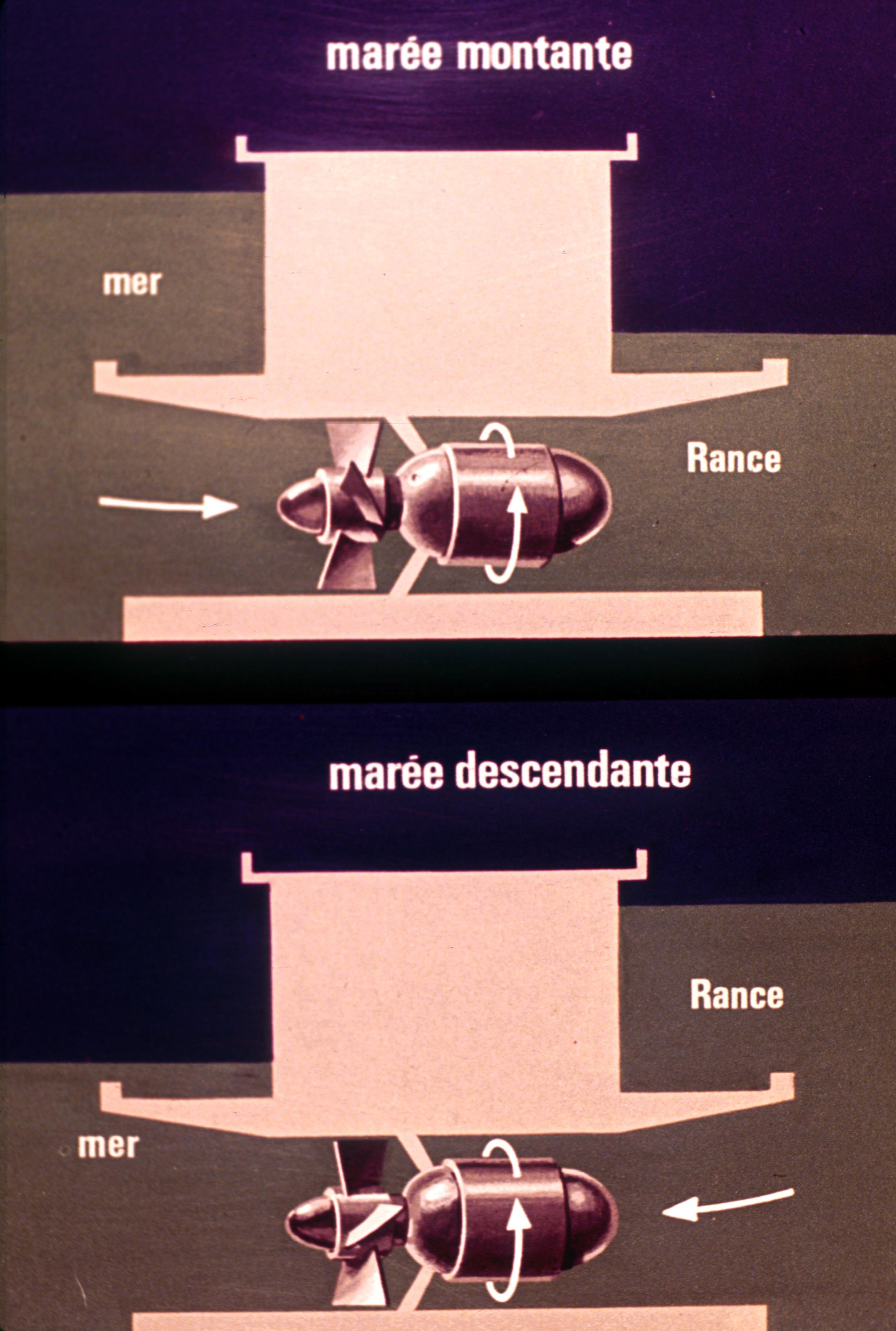
схема електростанції
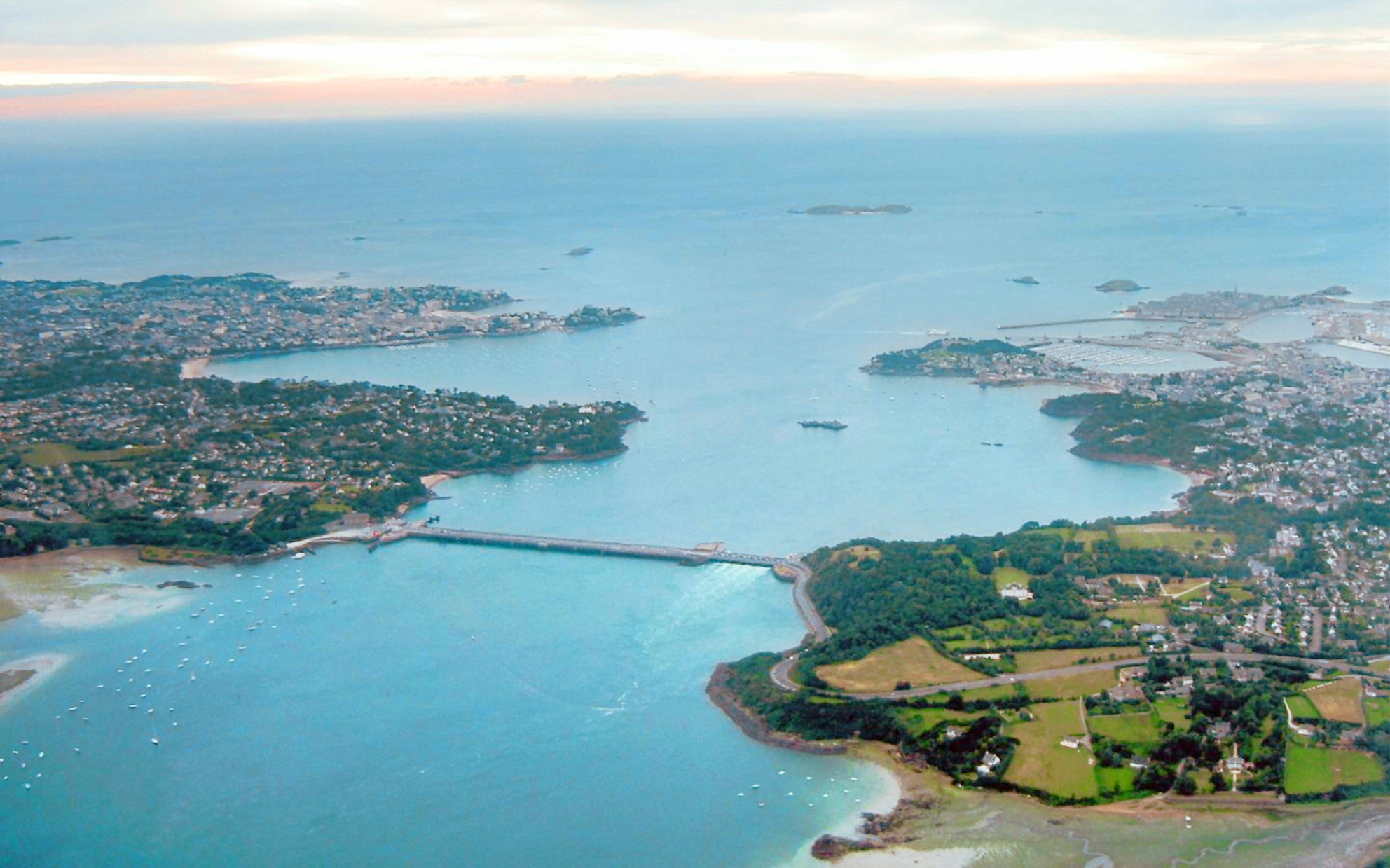
Припливна електростанція із висоти пташиного польоту